# Hyperimmunglobulin
Hyperimmunglobuline sind hochangereicherte polyklonale Antikörper gegen einen bestimmten Erreger. Gewonnen werden Hyperimmunglobuline durch wiederholte Impfung (z. B. eines Pferdes) gegen einen bestimmten Erreger (sog. Hyperimmunisierung). Aus dem Blut wird das Hyperimmunserum gewonnen. Durch weitere Aufreinigung der Immunglobulin-Fraktion erhält man die so genannten Hyperimmunglobuline.
Eingesetzt werden Hyperimmunglobuline zur passiven Immunisierung von Personen. Auch als Prophylaxe nach Kontakt mit Krankheitserregern werden Hyperimmunglobuline eingesetzt (Postexpositionsprophylaxe)